# اپورتونیدادس
اپورتونیدادس (انگلیسی: Opportunities؛ اکنون به نام Prospera تغییر نام داده شده‌است) یک برنامه کمک اجتماعی دولتی در مکزیک است که در سال ۲۰۰۲ بر اساس برنامه قبلی به نام Progresa که در سال ۱۹۹۷ ایجاد شد، تأسیس شد این برنامه برای هدف قرار دادن فقر با ارائه پرداخت‌های نقدی به خانواده‌ها در ازای حضور منظم در مدرسه، بازدید از کلینیک‌های بهداشتی و حمایت تغذیه طراحی شده‌است. اپورتونیدادس به کاهش فقر و بهبود وضعیت بهداشتی و آموزشی در مناطقی که در آن مستقر شده‌است، شهرت دارد.
اپورتونیدادس از مدل انتقال وجه نقد مشروط (CCT) برای برنامه‌هایی که در کشورهای دیگر تأسیس شده‌اند، مانند برنامه آزمایشی فرصت نیویورک در آمریکا و شبکه حفاظت اجتماعی در نیکاراگوئه، دفاع کرد. کشورهای دیگری که برنامه‌های مشابهی را برای انتقال وجه نقد مشروط ایجاد کرده‌اند عبارتند از برزیل، پرو، هندوراس، جامائیکا، شیلی، مالاوی و زامبیا.